# Giovanni Pastrone
Giovanni Pastrone, também conhecido por Piero Fosco (Montechiaro d'Asti, 13 de setembro de 1883 - Turim, 27 de junho de 1959), foi um cineasta, roteirista e ator italiano da época do cinema mudo, um dos pioneiros do cinema da Itália.
Influenciou vários importantes diretores do cinema internacional, como D. W. Griffith e seus O Nascimento de uma Nação (1915), e  Intolerancia (1916).
Dirigiu, entre outros, o clássico Cabiria, de 1914, síntese dos superespetáculos italianos e modelo para a indústria cinematográfica da década de 1920. Nesse filme, Pastrone usou cenários gigantescos, empregou pela primeira vez a técnica do travelling, fazendo a câmara deslocar-se sobre um carro, e usou iluminação artificial, fato notável para a época. Deste filme derivou-se o nome da famosa personagem de Giulietta Masina em Noites de Cabiria, de Fellini.

## Filmografia

### Diretor
- La glu (1908)
- Giordano Bruno eroe di Valmy (1908)
- Giulio Cesare (1909)
- Enrico III (1909)
- Rigoletto (1909/II)
- Agnese Visconti (1910)
- La caduta di Troia (1911)
- Primavera di lacrime (1911)
- Più forte che Sherlock Holmes (1913)
- Cabiria (1914)
- Tigre reale (1916)
- Il fuoco (1916)
- Maciste alpino (1916)
- La guerra e il sogno di Momi (1917)
- Maciste atleta (1917)
- Outwitting the Hun (1918)
- Hedda Gabler (1919)
- Povere bimbe (1923)

### Roteirista
- La caduta di Troia(1911) (escritor)
- Cabiria (1914) (escritor)
- Maciste (1915) (roteiro)
- Il fuoco (1916)
- Maciste alpino (1916)
- La guerra ed il sogno di Momi (1917) (roteiro) (estória)
- La luz, tríptico de la vida moderna (1917)

### Produtor
- Padre (1912) (produtor supervisor)
- Cabiria (1914) (produtor)
- Outwitting the Hun (1918) (produtor)

### Ator
- Giulio Cesare (1909)